# Јаворје (Власотинце)
Јаворје је насеље у Србији у општини Власотинце у Јабланичком округу. Према попису из 2022. било је без становника.
Назив Јаворје је село добило је према дрвету јавору од кога су прављене гусле, као народни инструмент за музику. Село Јаворје је веома старо насеље, још из средњег века. У овом делу власотиначког краја се копала руда још под Турцима и тако су се досељивали рудари и ту се настанили са својим породицама.

## Историја
Неке породице су се у бекству пред Турцима склањале у овај непроходни планински шумовити крај.
Сматра се да су Делиманци из Крушевца најстарија породица у Јаворју. Ту су се настанили приликом бекства од Турака. Куртинци су се доселили из Дарковца.

### Становништво
Становници и њихова деца су били веома сиромашни. У селу као и читавом крају се живело бедно, и у околним селима Преданча, Златићево, Јаковљево и Равни Дел. Имање се стално делило и ситнило тако да није било места за проширење породице. Ипак су поједине породице у ХХ веку имале многобројно потомство. На пример, Петковићи су имали десеторо деце. Десето дете је крстио изасланик председника Тита у бившој социјалистичкој Југославији.
До шездесетих година ХХ века Јаворци су се бавили искључиво сточарством. Поред тога били су воденичари и длакари. Неки су били рабаџије - коњари. Носили су коњима дрва и кромпир и продавали до Свођа и до доњег дела Власотинца и тако издржавали своје породице. Од букове шуме се правио ћумур до пред краја ХХ века.
Јаворци су били у првој половини седамдесетих година зидари- печалбари. Већина њих је купила плацеве у Власотинцу и Великој Плани и тамо су се одселили.
Данас у Јаворју живи један становник. Старији су помрли, а остали се иселили, док се грађевински објекти распадају.
Последњих десетак година у селу слави се сеоска слава (Спасовдан). Тада се велики број бивших становника окупи у Јаворју.

### Школе
Најближа четворогодишња основна школа је била у селу Златићеву, а осмогодишња основну школу у селу Свође, док је средња у Власотинцу. Путовало се дневно и више од двадесет километара по планинском беспућу.

### Археолошки остаци
По казивањима старијих људи могле су се чути приче о остацима из времена Римљана- Латина. Постоји и старо гробље, урасло у папрат, које је још неиспитаног временског порекла. На месту звано Видња поред реке Бистрице има остатка из времена под Турцима.

## Демографија
У насељу Јаворје живи 1 пунолетни становник, а просечна старост становништва износи 80,5 година (- код мушкараца и 80,5 код жена). У насељу има 1 домаћинство, а просечан број чланова по домаћинству је 1,00.
Ово насеље је у другој половини 20. века доживело потпуну депопулацију.
|  |

| Демографија | Демографија | Демографија |
| Година      | Становника  | Становника  |
| ----------- | ----------- | ----------- |
| 1948.       | 185         |             |
| 1953.       | 175         |             |
| 1961.       | 182         |             |
| 1971.       | 171         |             |
| 1981.       | 26          |             |
| 1991.       | 14          | 14          |
| 2002.       | 1           | 1           |
| 2011.       | 1           |             |
| 2022.       | 0           |             |

| Етнички састав према попису из 2002.‍ | Етнички састав према попису из 2002.‍ | Етнички састав према попису из 2002.‍ | Етнички састав према попису из 2002.‍ | Етнички састав према попису из 2002.‍ |
| ------------------------------------ | ------------------------------------ | ------------------------------------ | ------------------------------------ | ------------------------------------ |
|                                      |                                      |                                      |                                      |                                      |
| Срби                                 | Срби                                 |                                      | 1                                    | 100,0%                               |

| \| \| м \| \| \| ж \| \| ? \| 0 \| \| \| 0 \| \| 80+ \| 0 \| \| \| 1 \| \| 75—79 \| 0 \| \| \| 0 \| \| 70—74 \| 0 \| \| \| 0 \| \| 65—69 \| 0 \| \| \| 0 \| \| 60—64 \| 0 \| \| \| 0 \| \| 55—59 \| 0 \| \| \| 0 \| \| 50—54 \| 0 \| \| \| 0 \| \| 45—49 \| 0 \| \| \| 0 \| \| 40—44 \| 0 \| \| \| 0 \| \| 35—39 \| 0 \| \| \| 0 \| \| 30—34 \| 0 \| \| \| 0 \| \| 25—29 \| 0 \| \| \| 0 \| \| 20—24 \| 0 \| \| \| 0 \| \| 15—19 \| 0 \| \| \| 0 \| \| 10—14 \| 0 \| \| \| 0 \| \| 5—9 \| 0 \| \| \| 0 \| \| 0—4 \| 0 \| \| \| 0 \| \| Просек : \| 0 \| \| \| 80,5 \| |   |  |  |      |
| |   |  |  |      |
| | м |  |  | ж    |
| ? | 0 |  |  | 0    |
| 80+ | 0 |  |  | 1    |
| 75—79 | 0 |  |  | 0    |
| 70—74 | 0 |  |  | 0    |
| 65—69 | 0 |  |  | 0    |
| 60—64 | 0 |  |  | 0    |
| 55—59 | 0 |  |  | 0    |
| 50—54 | 0 |  |  | 0    |
| 45—49 | 0 |  |  | 0    |
| 40—44 | 0 |  |  | 0    |
| 35—39 | 0 |  |  | 0    |
| 30—34 | 0 |  |  | 0    |
| 25—29 | 0 |  |  | 0    |
| 20—24 | 0 |  |  | 0    |
| 15—19 | 0 |  |  | 0    |
| 10—14 | 0 |  |  | 0    |
| 5—9 | 0 |  |  | 0    |
| 0—4 | 0 |  |  | 0    |
| Просек : | 0 |  |  | 80,5 |

| Година пописа     | 1948. | 1953. | 1961. | 1971. | 1981. | 1991. | 2002. |
| ----------------- | ----- | ----- | ----- | ----- | ----- | ----- | ----- |
| Број домаћинстава | 27    | 23    | 27    | 36    | 10    | 8     | 1     |

| Број чланова      | 1 | 2 | 3 | 4 | 5 | 6 | 7 | 8 | 9 | 10 и више | Просек |
| ----------------- | - | - | - | - | - | - | - | - | - | --------- | ------ |
| Број домаћинстава | 1 | 0 | 0 | 0 | 0 | 0 | 0 | 0 | 0 | 0         | 1,00   |

| Пол    | Укупно | Неожењен/Неудата | Ожењен/Удата | Удовац/Удовица | Разведен/Разведена | Непознато |
| ------ | ------ | ---------------- | ------------ | -------------- | ------------------ | --------- |
| Мушки  | 0      | 0                | 0            | 0              | 0                  | 0         |
| Женски | 1      | 0                | 0            | 1              | 0                  | 0         |
| УКУПНО | 1      | 0                | 0            | 1              | 0                  | 0         |

| Пол    | Укупно                    | Пољопривреда, лов и шумарство | Рибарство                            | Вађење руде и камена | Прерађивачка индустрија       |
| ------ | ------------------------- | ----------------------------- | ------------------------------------ | -------------------- | ----------------------------- |
| Мушки  | 0                         | 0                             | 0                                    | 0                    | 0                             |
| Женски | 0                         | 0                             | 0                                    | 0                    | 0                             |
| Укупно | 0                         | 0                             | 0                                    | 0                    | 0                             |
|        |                           |                               |                                      |                      |                               |
| Пол    | Производња и снабдевање   | Грађевинарство                | Трговина                             | Хотели и ресторани   | Саобраћај, складиштење и везе |
| Мушки  | 0                         | 0                             | 0                                    | 0                    | 0                             |
| Женски | 0                         | 0                             | 0                                    | 0                    | 0                             |
| Укупно | 0                         | 0                             | 0                                    | 0                    | 0                             |
|        |                           |                               |                                      |                      |                               |
| Пол    | Финансијско посредовање   | Некретнине                    | Државна управа и одбрана             | Образовање           | Здравствени и социјални рад   |
| Мушки  | 0                         | 0                             | 0                                    | 0                    | 0                             |
| Женски | 0                         | 0                             | 0                                    | 0                    | 0                             |
| Укупно | 0                         | 0                             | 0                                    | 0                    | 0                             |
|        |                           |                               |                                      |                      |                               |
| Пол    | Остале услужне активности | Приватна домаћинства          | Екстериторијалне организације и тела | Непознато            | Непознато                     |
| Мушки  | 0                         | 0                             | 0                                    | 0                    | 0                             |
| Женски | 0                         | 0                             | 0                                    | 0                    | 0                             |
| Укупно | 0                         | 0                             | 0                                    | 0                    | 0                             |

## Слике села
- Из махале Трепетличје (пролеће 2006)
- Савина штала у махали Трепетличје
- Видња, река Бистрица (новембар 2005)
- Крст, место на коме се слави сеоска слава-Спасовдан
- Куће у једној махали (новембар 2005. године)
- Поглед на околна брда
- Са сеоске славе (Спасовдан 2007. године)